# Elga Andersen
Elga Andersen (Dortmund, 2 februari 1935 - New York, 7 december 1994) was een Duitse actrice en zangeres. Haar echte naam was Helga Hymen. 

## Biografie
Elga was een enig kind. Tijdens de Tweede Wereldoorlog verdween haar vader aan het Russische front. Om haar moeder te helpen verliet Elga de school en werkte een tijdje als Engelse en Franse tolk. Op haar achttiende trok ze naar Parijs waar ze werkte als model en opgemerkt werd door de boulevardpers. Ze kreeg een eerste filmrolletje in de film Les Collégiennes van regisseur André Hunebelle uit 1957. Otto Preminger, die haar een rol gaf in Bonjour Tristesse, bedacht voor haar de artiestennaam "Elga Andersen". Haar eerste hoofdrol kwam in 1960 in Os bandeirantes van Marcel Camus.
Elga heeft in een twintigtal films gespeeld als verleidelijke blondine, voornamelijk Europese producties. Een van haar laatste en bekendste rollen was die van Lisa Belgetti in Le Mans (1971).
Ze nam ook zanglessen en ze zong onder meer de titelsong en de andere songs in The Guns of Navarone (1961, als "Elga Anderson").
Ze was tweemaal getrouwd, eerst met Christian Girard, een Franse architect. In 1971 leerde ze de rijke Amerikaanse avonturier Peter Gimbel kennen, een bekend onderwaterfotograaf en -filmer. Ze werd zijn derde echtgenote in 1978. Ze werkte met hem onder meer aan een documentaire over de SS Andrea Doria: Andrea Doria - The Final Chapter (1984). Gimbel overleed in 1987 en Elga Andersen in 1994.

## Filmografie
- 1957: La Polka des menottes van Raoul André
- 1957: Les Collégiennes van André Hunebelle
- 1957: Les lavandières du Portugal
- 1958: Ascenseur pour l'échafaud van Louis Malle
- 1958: Bonjour tristesse van Otto Preminger
- 1958: Ist Mama nicht fabelhaft? van Peter Beauvais
- 1958: So ein Millionär hat's schwer van Géza von Cziffra
- 1958: Solang' die Sterne glüh'n van Franz Antel
- 1960: I baccanali di Tiberio van Giorgio Simonelli (als Helga Anderson)
- 1960: Mourir d'amour van José Bénazéraf en Dany Fog
- 1960: Os Bandeirantes van Marcel Camus
- 1961: Le Monocle noir van Georges Lautner
- 1962: Le Scorpion van Serge Hanin
- 1962: L'Empire de la nuit van Pierre Grimblat
- 1962: L'Œil du monocle van Georges Lautner
- 1963: À toi de faire... mignonne van Bernard Borderie
- 1963: Coast of Skeletons van Robert Lynn
- 1964: A Global Affair van Jack Arnold
- 1964: Ein sarg aus Hongkong van Manfred R. Köhler
- 1965: Killer van Rolf Thiele
- 1965: Starblack van Giovanni Grimaldi
- 1966: La battaglia dei mods van Franco Montemurro
- 1966: Siebzehn Jahr, blondes Haar
- 1967: Capitaine Singrid van Jean Leduc
- 1969: Une soirée au bungalow van Lazare Iglesis  (televisiefilm)
- 1970: Sex Power van Henry Chapier
- 1971 : Un omicidio perfetto a termine di legge van Tonino Ricci
- 1971: Aux frontières du possible (Frans-Duitse televisiereeks van Claude Boissol en Victor Vicas; Duitse titel: Grenzfälle – Es geschah übermorgen)
- 1971: Detenuto in attesa di giudizio van Nanni Loy
- 1971: Le Mans van Lee H. Katzin
- 1973 : Le Serpent van Henri Verneuil

- Bibliothèque nationale de France: cb14149733s (data)
- Gemeinsame Normdatei: 103386580X
- International Standard Name Identifier: 0000 0001 1770 0925
- Library of Congress Control Number: no99026346
- Nationale Bibliotheek van Tsjechië: xx0149567
- Nationale bibliotheek van Australië: 40454362
- Système universitaire de documentation: 162333048
- Trove: 1447073
- Virtual International Authority File: 73485756
- WorldCat: E39PBJtCF4RxfPcgTFygBFfQbd